# Iván Zarandona
Iván Zarandona Esono (Valladolid, 1980. augusztus 30. –) spanyol születésű egyenlítői-guineai labdarúgó, a hongkongi Hong Kong Rangers FC középpályása.
2003 óta 33 alkalommal szerepelt az egyenlítői-guineai válogatottban és egy gólt szerzett. 2015-ben tagja volt afrikai nemzetek kupáján negyedik helyezést elért csapatnak.